# Werner Kleinig
Werner Kleinig (* 2. Juni 1941 in Großkmehlen) ist ein deutscher Radsportler, der in den 60er und 70er Jahren aktiv war. Er war Spezialist für Querfeldeinrennen und in dieser Disziplin DDR-Meister. Im erlernten Beruf war er Schmied.

## Sportliche Laufbahn
Kleinig begann 1956 mit dem Radsport, sein Verein war die BSG Aktivist Lauchhammer, später die BSG Chemie Annahütte. Er wurde 1967 DDR-Meister im Querfeldeinrennen. Ein Jahr später wurde er Dritter. An den UCI-Weltmeisterschaften im Querfeldeinrennen nahm er 1961 (21. Platz) und 1967 (23. Platz) teil.
Ein Sturz zwang ihn 1969 zur Aufgabe des aktiven Sports.

## Berufliches
Kleinig absolvierte eine Ausbildung zum Schmied.